# Stacey Lovelace
Stacey Lynn Lovelace, coniugata Tolbert (Detroit, 5 dicembre 1974), è un'ex cestista e allenatrice di pallacanestro statunitense, professionista nella ABL, nella WNBA e in Europa.